# Ленишин, Виктория Андреевна
Виктория Андреевна Ленишин (укр. Вікторія Андріївна Ленишин; 25 мая 1991, Львов) — украинская спортсменка, выступавшая в художественной гимнастике. Участница Олимпиады-2012. Кандидат наук по физическому воспитанию и спорту (2016).

## Спортивная карьера
Входила в сборную Украины. Тренировалась в школе Дерюгиных. В 2010 году в составе сборной команды Украины на чемпионате мира в Москве заняла 13 место. В 2011 году выиграла одну серебряную медаль и две бронзовых на Кубке мира 2011 года в Киеве. В том же году во Франции (Тье) командой взяли бронзу на Кубке мира. В сентябре 2011 года на отборочном чемпионате мира во Франции (Монпелье) командой заняли 7 место и заработали путевку в Лондон на отборочный старт «Предолимпийскую неделю», где успешно стартовали и заняли 4-е место, обеспечив страну лицензией на Олимпийские игры.
В 2012 году на Кубке Дерюгиной гимнастка заняла 2 и 3 место в составе сборной команды Украины. На Олимпиаде в Лондоне украинская сборная по художественной гимнастике в групповых упражнениях, в составе которой была Виктория, заняли пятое место.